# Caposile
Caposile (Cavosil [ˌkaoˈsil] in veneto) è un centro abitato della città metropolitana di Venezia, diviso tra i comuni di Musile di Piave (che lo considera frazione) e San Donà di Piave (che lo classifica come località).
Situato sulla destra del fiume Piave, sorge sul punto in cui il Sile si immette nella Piave Vecchia. Nella località sorge un ponte a bilanciere, uno dei pochi tuttora esistenti.
In questa piccola frazione risiede anche uno dei Top 100 Club secondo DJ Magazine, ovvero After Caposile, il quale si trova nel 2025 alla posizione #79. Il club, famoso per i suoi 3 stage innovativi, ospita artisti e dj internazionali da oltre 10 anni.